# عبد الرحمن بادو
عبد الرحمن بادو هو دبلوماسي وسياسي مغربي ونائب برلماني سابق وُلد في عام 1925 في مدينة مكناس في المغرب، وكان وزيرًا مكلفًا بوزارة الشؤون الخارجية في حكومة أحمد عصمان، ثُم في حكومة المعطي بوعبيد، وهو والد السياسية المغربية ياسمينة بادو التي تولت بدورها مناصب وزارية في عدة حكومات مغربية سابقة، وعم مقدم البرامج في قناة كنال بلس الفرنسية علي بادو.

## حياته ومسيرته العلمية
درس عبد الرحمن بادو القانون في المعهد العالي للدراسات المغربية بالرباط، وكان عضوا نشطا في الحركة القومية طيلة سنوات دراسته الجامعية، فكان يحضر الكثير من الاجتماعات المطالبة باستقلال المغرب عن الحكومة الفرنسية في عام 1944 مما تسبب في طرده من المؤسسات التعليمية المغربية إبان فترة الحماية الفرنسية على المغرب. وفي عام 1952 سُجن عبد الرحمن بادو لأسباب سياسية، ثُم نشط بعد خروجه من السجن كعضو في لجنة الاستقلال التنفيذية، وكان من بين الموقعين على وثيقة الاستقلال، وأصبح عضوًا بحزب الاستقلال المغربي فور تأسيسه.

## مسيرته المهنية
بدأ عبد الرحمن بادو مسيرته المهنية بالعمل في وزارة العدل المغربية، وظل يتدرج في المناصب إلى أن تقلد بدءًا من عام 1963 عددًا من المناصب العليا في وزارة العدل المغربية، ثُم انتخب في عام 1963 عضوا في مجلس النواب المغربي عن مدينة مكناس، قبل أن يعود للعمل بوزارة العدل مُجدّدًا في عام 1965، عمل عبد الرحمن بادو أيضًا في مجال الصحافة لبعض الوقت وشغل منصب مدير جريدة لوبنيون.
تحول عبد الرحمن بادو بعد ذلك للعمل في السلك الدبلوماسي فأصبح سفيرا للمغرب في جدة في المملكة العربية السعودية خلال الفترة من 23 أكتوبر عام 1967 وحتى عام 1971، ثم سفيراً ورئيسًا للبعثة الدبلوماسية المغربية في بيروت بلبنان بدءًا من عام 1971 وحتى عام 1972، قبل أن يعود في عام 1972 للعمل كسفير لبلاده في جدة في المملكة العربية السعودية للمرة الثانية، ويستمر حتى عام 1975.
تولى عبد الرحمن بادو منصب وزير الدولة لوزارة الشؤون الخارجية المغربية في حكومة رئيس الوزراء السابق أحمد عصمانفي الفترة من 10 أكتوبر عام 1977 وحتى 27 مارس عام 1979، ثُم عُيّن وزيرًا للدولة للشؤون الخارجية بالمغرب في حكومة المعطي بوعبيد في الفترة من 27 مارس عام 1979 وحتى 5 أكتوبر 1981. وفي عام 1981 عندما افتتحت المغرب أول سفارة لها في العاصمة النمساوية فيينا، كان عبد الرحمن بادو هو أول سفير للمملكة المغربية لدى الجمهورية النمساوية الثانية في مقر السفارة في فيينا خلال الفترة من 8 يونيو عام 1982 وحتى 30 نوفمبر عام 1984، ثُم أصبح الممثل الدائم لحكومة المملكة المغربية لدى الوكالة الدولية للطاقة الذرية.

## الأوسمة والتكريمات
مُنح عبد الرحمن بادو وسام الملك خالد بن عبد العزيز آل سعود من الطبقة الأولى من المملكة العربية السعودية.